# José Ramón Silva Lagomazzini
José Ramón Silva Lagomazzini (25 de abril de 1955), pintor español nacido en Sanlúcar de Barrameda, Cádiz. Firma su obra como "Lagomazzini".
Su pintura se caracteriza por la naturalidad con la que exalta el color, es sincero, genuino y espontáneo. Sus paisajes nos hacen viajar a su mundo, Andalucía.

## Biografía
Nacido en Sanlúcar de Barrameda, Cádiz, España, el 25 de abril de 1955. Hijo de padres campesinos, comenzó a pintar a muy temprana edad con lo que encontraba en su entorno, dando muestras de un gran talento.
Se considera a sí mismo como autodidacta, estudió los grandes pintores en los grandes museos, y sobre todo a Leonardo. Ha recibido críticas favorables de Antonio Malmo y Christian Melot. Ha participado en numerosas exposiciones personales y colectivas. Tiene expuesta parte de su obra en la Fundación Casa de Medina Sidonia y en el Museo Patio Herreriano de Arte Contemporáneo Español de Valladolid.

## Obra
El crítico de arte Antonio Malmo ha escrito sobre su obra:

Estoy muy feliz y contento de poder escribir algunas notas de crítica sobre la profesionalidad y sobre la excelente calidad de las obras del artista español José Rámon Silva Lagomazzini tiene una extrema sensibilidad y una envidiable variedad de acentos poéticos que se vislumbran maravillosamente a través de las delicadas atmósferas pintadas en sus composiciones.

Sus obras exaltan el color con naturalidad, siguiendo el incompositivo, filtrando las escrituras paisajistas que son algunos de los temas preferidos por el artista. Los fondos están bien trazados, tramados en un contexto o totalidad, iluminados por luces y profundidades oculares. Podemos notar y poner en evidencia que José Rámon Silva Lagomazzini es sincero, espontáneo, genuino, y resaltar también su necesidad intima, espiritual de querer comunicarnos a todos nosotros sus alegorías y sus miedos, según la intensidad emotiva o su estado psicológico en el instante de la inspiración. El artista se expresa a través de signos, códigos y símbolos que en alguna manera podemos inscribir a la pintura abstracta-informal, donde permanecen todavía algunos elementos figurativos, más me interesa subrayar que los módulos y los modelos expresivos son ciertamente muy personales.

## Exposiciones
- Biblioteca Municipal de Sanlúcar de Barrameda, 1973.
- Salón Cultural de la Caja de Ahorros de Jerez, 1974.
- Salón Cultural de la Caja de Ahorros de Jerez, 1975.
- Exposición de Pintores Jóvenes en el Salón Cultural de la Caja de Ahorros de Jerez, 1979.
- Galería Katanos, Jerez, 1981.
- Salón Cultural de la Caja de Ahorros de Jerez, 1984.
- Exposición de gouache y cera en galerías privadas de Suiza, 1985.
- Palacio Municipal de Sanlúcar de Barrameda, 1985.
- Castillo de Luna, Rota, 1986.
- Fundación Zoilo Ruiz Mateos,Jerez, 1986.
- Galería de arte Velázquez, Valladolid, 1987.
- Real Alcázar de Sevilla, Exposición Colectiva Euroarte 87, 1987
- Casa de la Juventud de Cádiz, 1987.
- Academia Santa Cecilia, Puerto de Santa María, 1987.
- Casa de la Cultura de Chipiona, 1987.
- Casa de la Juventud de Sanlúcar de Barrameda, 1987.
- Ateneo de Sanlúcar de Barrameda, 1987.
- Galería El Tragaluz, Jerez, 1988.
- Salón Cultural del Ayuntamiento de Estepona, 1992.
- Cartel del Festival Internacional de Música Clásica de Sanlúcar de Barrameda, 1993.
- Exposiciones por Andalucía con el Grupo-4 de Arte Contemporáneo, 1995-1999.
- Exposición en la Galería de Arte Moderno Alba, Ferrara, 2006.[1][2]

## Reconocimientos
- Premio Alba 2005, de la Galería de Arte Moderno Alba, Ferrara, 2005.
- Nombrado académico asociado del Verbano, por la Academia Internacional Greci-Marino, 2006.
- 1° Premio Piccolo Formato, Sta Rita, Turín.
- Premio Internazionale Antony Van Dyck, As. Culturales Italia in Arte, 2008.
- Socio Onorario 2008 Ass. Culturales Italia in Arte, 2008.[1][2]